# Le Suchet, Jura-Nord vaudois
Le Suchet är en bergstopp i Schweiz. Den ligger i distriktet Jura-Nord vaudois och kantonen Vaud, i den västra delen av landet, 80 km väster om huvudstaden Bern. Toppen på Le Suchet är 1 587 meter över havet. Le Suchet ingår i Jurabergen.